# Santa María Cuautepec

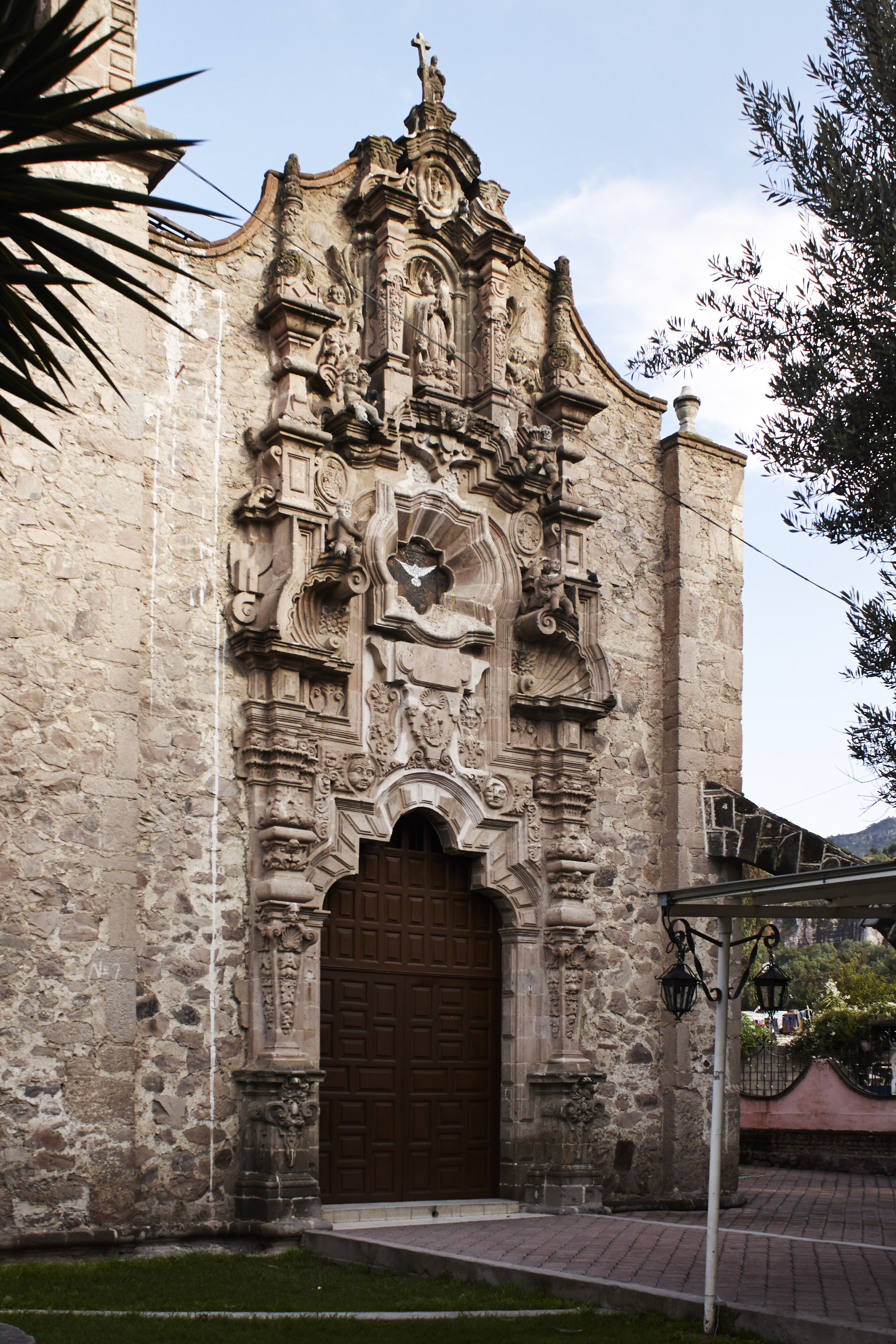
Capilla en Santa María Cuautepec, Edo. de México

Santa Maria Cuautepec es uno de los siete pueblos (el más pequeño) que conforman al municipio de Tultitlán de Mariano Escobedo, México. Se localiza al sur del territorio municipal y colinda con los fraccionamientos Fuentes del Valle, Villas de San José, Real del Bosque y con el pueblo de San Mateo Cuautepec.
El nombre Cuautepec viene de las raíces del idioma nahuatl cuautli que significa Águila y tepetl, cuyo significado es cerro. Así que el significado del nombre del pueblo es "En el cerro del Águila".

## Historia.
Entre los años 200 y 750 D.C se presume que se establecieron sus primeros habitantes de origen teotihuacano y aún no se sabe con exactitud que idioma hablaban.
Más tarde, en el periodo posclásico, se establecieron en las cercanías grupos toltecas.
Ya para el periodo Posclásico tardío el pueblo, junto a todos los barrios y los demás pueblos del municipio, adoptaron su nombre indígena, en este caso Cuautepec.
En el siglo XVI llegaron los conquistadores españoles a México, pero no fue hasta el siglo XVII cuando se empezó la construcción de la primera capilla en el pueblo, que actualmente es la sacristía de la capilla mayor.
Ya en el siglo XVIII se comienza la construcción de una capilla más grande. Su construcción finalizó en el año de 1737. Esta fecha se muestra en una piedra grabada localizada en el coro. 
Un dato importante sobre la capilla de Santa María Cuautepec, dedicada a la virgen María en su advocación de Nuestra Señora de la Candelaria, es que, aunque es la más pequeña del municipio al igual que el pueblo, tiene la fachada ( estilo Barroco) mejor elaborada de todas las iglesias de Tultitlan. Esto se puede deber a que en las cercanías del pueblo existía la hacienda de La Mariscala y la fachada pudo ser financiada por los dueños de dicha hacienda.

## Aspectos culturales
Dentro de los aspectos culturales de Santa María Cuautepec se pueden mencionar las diversas festividades religiosas que se llevan a cabo a lo largo del año. El último domingo de enero se celebra la peregrinación anual de los ciclistas a San Juan de los Lagos, Jalisco. El último domingo de febrero se realiza la peregrinación a pie a la Basílica de Guadalupe. En esta ocasión, los pobladores se dirigen a la Villa por la Sierra de Guadalupe para llegar a Cuautepec barrio alto y de ahí dirigirse al santuario.
En Semana Santa se realiza la celebración del Viacrucis desde la capilla del pueblo hasta la parroquia de San Mateo Apóstol, localizada en San Mateo Cuautepec. Unos días antes del 24 de mayo se festeja la peregrinación al Salesiano. Después, en la festividad de María Auxiliadora, se realiza la fiesta del "Cerrito", en la que se sube a una loma de la Sierra de Guadalupe a oír misa e ir a comer al cerro.
El día 4 de junio es la peregrinación a la iglesia de San Antonio de Padua, localizada en la cabecera municipal. Esta tradición existe desde hace más de 100 años. El día 2 de noviembre se celebra la misa en honor a los Fieles Difuntos en el panteón local. El día 20 de noviembre es el tradicional torneo de fútbol en el campo. El 12 de diciembre es la celebración de la Virgen de Guadalupe, que se venera en la parte alta del pueblo, en la llamada Ermita. Un sábado antes se oficia la misa en la Piedra Ancha, localizada en la Sierra de Guadalupe.
El 2 de febrero y el 15 de agosto se llevan a cabo las fiestas patronales en honor a la Virgen de la Candelaria y la Virgen de la Asunción. Estas son las más relevantes del pueblo. Se realizan procesiones, celebraciones religiosas, mañanitas con mariachis, juegos mecánicos, fuegos artificiales y otras actividades dependiendo de los organizadores.
Recientemente, la capilla ubicada en la zona alta es llamada "Capilla de nuestro Señor de la Misericordia" (antes "La ermita"), en el que también se ha denominado fiesta patronal celebrada el segundo domingo de Pascua iniciando desde una semana antes, en honor al Señor de la Misericordia ( monumento grande ubicado dentro del templo), también se le atribuye juegos mecánicos, actividades culturales, mariachis, velación del Santísimo, etc.

## Sitios de interés
Los más importantes son:
- Los dos temazcales con los que cuenta la localidad, uno en la parte baja, en la calle Niños Héroes por la gasolineria y otro en la calle Mariscala.
- El parque estatal Sierra de Guadalupe.
- Kiosco del pueblo